# Stołpowyski
Stołpowyski (biał. Стаўповіскі, Staupowiski; ros. Столповиски, Stołpowiski) – wieś na Białorusi, w rejonie kamienieckim obwodu brzeskiego, w sielsowiecie Dmitrowicze.
W latach 1921–1939 należała do gminy Białowieża.
Według Powszechnego Spisu Ludności z 1921 roku wieś zamieszkiwało 65 osób, wśród których 6 było wyznania rzymskokatolickiego, 55 prawosławnego, a 4 mojżeszowego. Jednocześnie wszyscy mieszkańcy zadeklarowali polską przynależność narodową. We wsi było 15 budynków mieszkalnych.